# Taehongdan
Taehongdan (kor. 대홍단군, Taehongdan-gun) – powiat w Korei Północnej, w północno-wschodniej części prowincji Ryanggang. W 2008 roku liczył 35 596 mieszkańców. Graniczy z powiatami: Samjiyŏn od zachodu, Paek’am od południa, Yŏnsa od południowego wschodu, a także z należącą do Chin prowincją Jilin od północy. Aż 91% terytorium powiatu stanowią lasy.

## Historia
Przed wyzwoleniem Korei spod okupacji japońskiej tereny należące do powiatu wchodziły w skład powiatu Musan. W obecnej formie, powstał w wyniku gruntownej reformy podziału administracyjnego w sierpniu 1978 roku. W jego skład weszły wówczas tereny należące wcześniej do prowincji Ryanggang dzielnic robotniczych 5-ho („Numer 5”), Sindŏk, Sŏdu, Nongsa, Sinhŭng, Hong'am, ponadto Taehongdan (należący do powiatu Samjiyŏn). Do Taehongdan włączono także tereny wsi Samjang, Samha i dzielnicy Wŏnbong (powiat Yŏnsa, prowincja Hamgyŏng Północny).

## Gospodarka
Najważniejszą gałąź lokalnego przemysłu stanowi przemysł drzewny. Istotne jest również rolnictwo. Dominują uprawy ziemniaków, a także pszenicy, jęczmienia i soi.

## Podział administracyjny powiatu
W skład powiatu wchodzą następujące jednostki administracyjne:
| Nazwa jednostki administracyjnej | Rodzaj jednostki administracyjnej | Chosŏn’gŭl   | Hancha       |
| -------------------------------- | --------------------------------- | ------------ | ------------ |
| Taehongdan-ŭp                    | miasteczko                        | 대홍단읍     | 大紅湍邑     |
| Samjang-rodongjagu               | dzielnica robotnicza              | 삼장로동자구 | 三長勞動者區 |
| Sambong-rodongjagu               | dzielnica robotnicza              | 삼봉로동자구 | 三峰勞動者區 |
| Sindŏk-rodongjagu                | dzielnica robotnicza              | 신덕로동자구 | 新德勞動者區 |
| Sŏdu-rodongjagu                  | dzielnica robotnicza              | 서두로동자구 | 西頭勞動者區 |
| Nongsa-rodongjagu                | dzielnica robotnicza              | 농사로동자구 | 農事勞動者區 |
| Sinhŭng-rodongjagu               | dzielnica robotnicza              | 신흥로동자구 | 新興勞動者區 |
| Hong'am-rodongjagu               | dzielnica robotnicza              | 홍암로동자구 | 紅岩勞動者區 |
| Yugok-rodongjagu                 | dzielnica robotnicza              | 유곡로동자구 | 楡谷勞動者區 |
| Kaech'ŏk-rodongjagu              | dzielnica robotnicza              | 개척로동자구 | 開拓勞動者區 |